# Ion Gogoi
Ion Gogoi (n. 11 martie 1951)  este un fost senator român în legislatura 2000-2004, ales în județul Teleorman pe listele partidului PSD. În cadrul activității sale parlamentare, Ion Gogoi a fost membru în grupurile parlamentare de prietenie cu Republica Panama și Marele Ducat de Luxemburg. Ion Gogoia inițiat 9 propuneri legislative din care 1 a fost promulgată lege. Ion Gogoi a fost membru în comisia pentru drepturile omului, culte și minorități. 